# Швец, Дмитрий Васильевич
Дми́трий Васи́льевич Швец (2 декабря 1920, Ольговка, Аулиеатинский уезд, Туркестанская АССР, СССР ― 30 мая 1992, Йошкар-Ола, Россия) ― советский деятель здравоохранения, врач-терапевт. Заместитель главного врача Республиканской больницы Марийской АССР (1948―1952), главный терапевт Министерства здравоохранения МАССР (1952―1974). Заслуженный врач РСФСР (1960). Участник Великой Отечественной войны. Член ВКП(б) с 1950 года. 

## Биография
Родился 2 декабря 1920 года в с. Ольговка Аулиеатинского уезда Туркестанской АССР (ныне ― Жамбылский район Северо-Казахстанской области Казахстана) в семье раскулаченного крестьянина, в 1929 году сосланного с семьёй в Йошкар-Олу Марийской автономной области. 
В 1941 году окончил 3 курса Казанского медицинского института, в том же году ― военно-медицинский факультет Саратовского медицинского института.
В июле 1941 года добровольцем ушёл на фронт. Участник Великой Отечественной войны: старший врач 149 стрелковой бригады зенитного дивизиона, истребительного полка, начальник отделения СЭГ 415 ФЭП 61 на 4-м Украинском фронте, капитан медицинской службы. Был ранен, дважды контужен. В мае 1948 года завершил военную службу в звании подполковника медицинской службы. Награждён медалями, в том числе медалью «За боевые заслуги».
В 1947 году окончил Московский военно-медицинский факультет при ЦУИВ. С 1948 года вновь в Йошкар-Оле: заместитель главного врача Республиканской больницы Марийской АССР, в 1952―1974 годах ― главный терапевт Министерства здравоохранения МАССР, в 1974―1984 годах ― заведующий терапевтическим отделением Республиканской больницы МАССР. Организовал в Марийской республике службу срочной кардиоревматологической помощи средствами санитарной авиации, систему дистанционной передачи ЭКГ.
В 1950 году вступил в ВКП(б). В 1971–1980 годах избирался депутатом Верховного Совета Марийской АССР VIII―X  созыва.
За заслуги в области здравоохранения в 1960 году ему присвоено почётное звание «Заслуженный врач РСФСР». Награждён орденами Октябрьской Революции, Трудового Красного Знамени, медалями и двумя Почётная грамота Президиума Верховного Совета Марийской АССР.
Ушёл из жизни 30 мая 1992 года в Йошкар-Оле.

## Звания и награды
- Заслуженный врач РСФСР (1960)[2][3]
- Заслуженный врач Марийской АССР (1957)[2][3]
- Орден Октябрьской Революции[2][3]
- Орден Трудового Красного Знамени (1966)[2][3]
- Медаль «За боевые заслуги» (03.06.1944)[4]
- Медаль «За победу над Германией в Великой Отечественной войне 1941—1945 гг.» (09.05.1945)[4]
- Медаль «За доблестный труд. В ознаменование 100-летия со дня рождения Владимира Ильича Ленина»
- Почётная грамота Президиума Верховного Совета Марийской АССР (1970, 1980)[2][3]